# Berke Özer
Berke Özer (* 25. Mai 2000 in Konak in der Provinz Izmir) ist ein türkischer Fußballtorhüter. Er steht seit September 2022 beim Portimonense SC unter Vertrag.

## Leben
Özer kam 2000 als Sohn des türkischen Fußballtorhüters Hüseyin Özer, der unter anderem für İzmirspor spielte, und einer lizenzierten Athletin in der ägäisischen Großstadtkommune Izmir in der Ortschaft Konak zur Welt. Er wuchs mit einem älteren Bruder Nihat auf, der später auch als Profisportler tätig ist. Seine sportliche Aktivitäten begann er zwischen dem sechsten und siebten Lebensalter mit Gymnastik und Schwimmen. Danach begann er mit Basketball spielen und spielte als Backcourtspieler. Später folgte auch seine fußballerischen Aktivitäten, wo vom Vater Hüseyin unterstützt wurde. Dieser rat ihm aber von der Fußballtorhüter-Position ab, weil es laut seiner Meinung der erdrückenste und ein zermürbende Beruf auf dem Fußballspielfeld sei.

## Karriere

### Vereine

#### Anfänge in Izmir
Er begann mit dem Fußball in der Izmirer Sportschule von Bucaspor und spielte anfänglich als Abwehrspieler. Özer stieg zu den Elitespielern auf und spielte bei Nachwuchsturnieren mit. Bei einem Turnier fiel verletzungsbedingt der Torhüter für das Elfmeterschießen aus. Özer nahm die Verantwortung und ersetzte den verletzten Torhüter. Beim Elfmeterschießen spielte er erfolgreich auf, indem er einige Schüsse hielt. Danach setzten seine Sportlehrer ihn mit zehn und elf Jahren weiter als Torhüter ein. Daraufhin wurden die Scouts von Bucaspor auf ihn aufmerksam und holten ihn im Dezember 2011 in die Fußballakademie. Später wurde der Bucaspor-Vereinspräsident Seyit Mehmet Özkan der Vereinspräsident von Altınordu Izmir. Dieser Özkan nahm Özer im Januar 2013 zur Altınordu Izmir mit. Zur Saison 2016/17 erhielt er im August 2016 mit 16 Jahren einen Profivertrag, spielte aber weiterhin für die Nachwuchs- bzw. Zweitmannschaft (Altınordu U21) seines Vereins. Erst zur Rückrunde der Saison stieg er in die Profimannschaft auf und schließlich gab man ihm am 19. April 2017 in der Ligabegegnung gegen Boluspor die Möglichkeit für sein Profidebüt in der TFF 1. Lig, der zweithöchsten türkischen Profispielklasse. Wo seine Mannschaft diese Begegnung mit unter anderem keinem Gegentor gewann.

#### Fenerbahçe und Leihe
Zur Spielzeit 2018/19 wechselte Özer zu Fenerbahçe Istanbul. Außer einem Spiel im türkischen Pokalwettbewerb wurde er dort in der Saison 2018/19 nur in der U21-Mannschaft (Fenerbahçe U21) eingesetzt. Im Juli 2020 wurde er für die Saison 2019/20 an den belgischen Zweitdivisionär KVC Westerlo ausgeliehen. Dort stand er in 22 von 28 Gesamtligapielen der Saison im Tor. Bedingt durch eine mehrwöchige Verletzungspause verpasste er die anderen Ligaspiele. Er beendete mit KVC Westerlo als punktbeste Mannschaft der Gesamttabelle, aber aufgrund des Spielreglements durften sie nicht an den Aufstiegsspielen teilnehmen. Im Juni 2020 wurde die Ausleihe um eine weitere Saison verlängert. In der Saison 2020/21 spielte er bis März 2021 als Stammtorhüter der Westerloer.

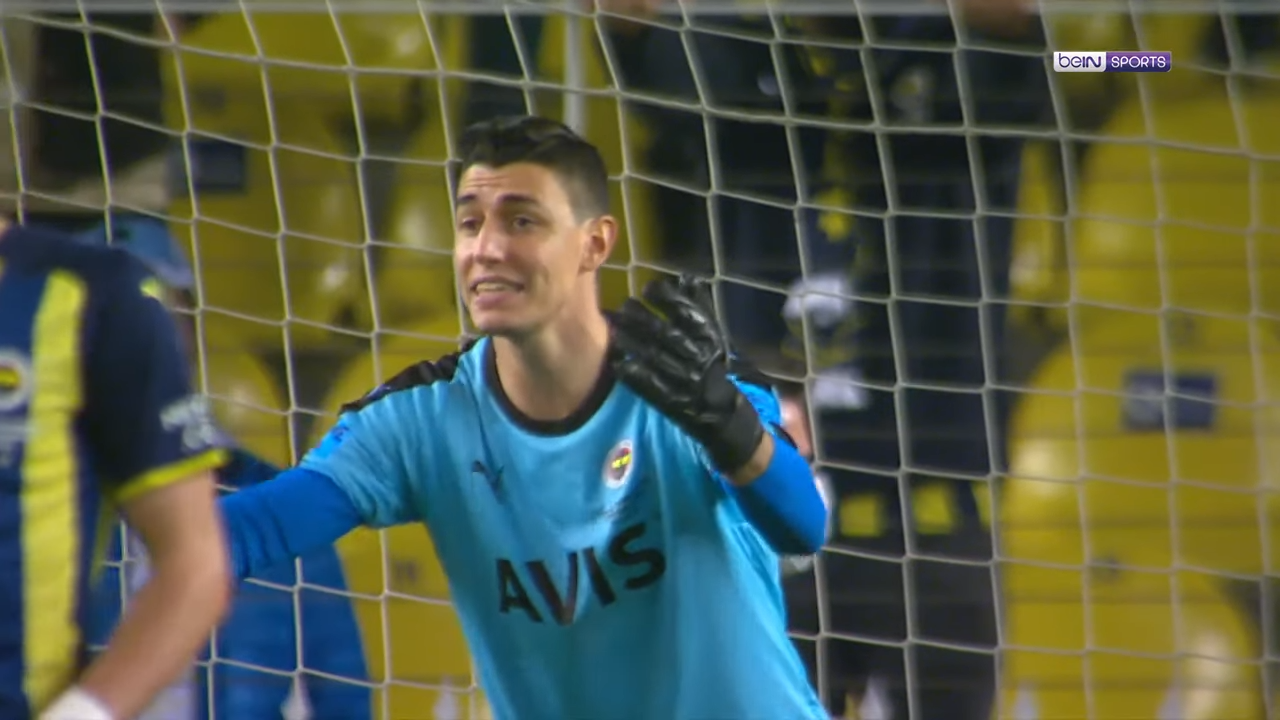
Özer regt sich zur Situation des Ligaspiels auf (2021).

Zur Saison 2021/22 kehrte er von seiner Leihe zurück und war etatmäßig der Ersatztorhüter hinter dem Stammtorhüter Altay Bayındır. Im Laufe der Saison gab Özer am 24. Oktober 2021 sein Erstliga-Debüt in der höchsten türkischen Spielklasse der Süper Lig, nachdem der etatmäßige Stammtorhüter gesperrt war und später sich eine Schulterverletzung zuzog. Eineinhalb Wochen später kam Özer auch zu seinem Europapokal-Debüt in der UEFA Europa League beim gegentorlosen 3:0-Auswärtssieg gegen Royal Antwerpen. Aufgrund der Verletzung des Stammtorhüters agierte Özer für mehrere Monate bis in den Februar 2022 als Fenerbahçe-Stammtorhüter.

#### Portimonense SC
Im Sommer 2022 wechselte er nach Portugal zum Portimonense SC. In Portugal stand der Torwart eine halbe Saison unter Vertrag und bestritt zwei Pokalspiele.

#### Eyüpspor
Im Winter der Spielzeit 2022/23 kam der Türke wieder in seine Heimat zurück. Am 17. Januar 2023 unterzeichnete der Torhüter einen Zweieinhalbjahresvertrag bei Eyüpspor in Istanbul, der bis zum Ende der Saison 2024/25 läuft. Zu diesem Zeitpunkt war dieser in der zweithöchsten türkischen Spielklasse der TFF 1. Lig.

#### Ümraniyespor
Am 17. Januar 2023, dem Tag, an dem er bei Eyüpspor einen Vertrag unterzeichnete, wurde der Torhüter bis zum Ende der Saison 2022/23 an den Erstligisten Ümraniyespor ausgeliehen. Hier kam er wettbewerbsübergreifend auf fünf Einsätze.

#### Rückkehr zu Eyüpspor
Der mittlerweile 23-Jährige verbrachte die Saison 2023/24 bei Eyüpspor in der Zweiten Liga. Hier hatte er sich zum Stammspieler entwickelt. Er kam auf 29 Spiele – davon 28 in der Liga. Am Ende der Saison gewann Berke mit dem Traditionsverein die Meisterschaft. Es war der erste Meistertitel in seiner Karriere. Da Eyüpspor zum ersten Mal in die höchste türkische Spielklasse aufstieg, wurde Özer auch für Eyüpspor ein unvergesslicher Spieler.

### Nationalmannschaft
Özer startete seine Nationalmannschaftskarriere im Februar 2015 mit zwei Einsätzen für die türkische U-15-Nationalmannschaft. Nach seinen Einsätzen für diese Auswahl durchlief er nacheinander die türkische U-16-Nationalmannschaft und U-17-Nationalmannschaft. Mit der türkischen U-17 nahm er im Mai 2017 an der U-17-Europameisterschaft 2017 teil und erreichte mit ihr das Halbfinale. Später im Oktober 2017 nahm er mit den U-17-Junioren in Indien auch an der U-17-Weltmeisterschaft 2017 teil.
Nachdem er mit der türkischen U-17-Nationalmannschaft bei der U-17-Europameisterschaft 2017 zu überzeugen wusste, wurde er Anfang Juni 2017 mit 17 Jahren im Rahmen zweier A-Länderspiele vom Nationaltrainer Fatih Terim erstmals in das Aufgebot der türkischen A-Nationalmannschaft nominiert. Wo er nicht zu seinem A-Länderspieldebüt kam.

## Erfolge
U-17-Nationalmannschaft
- Halbfinalist der U-17-Europameisterschaft: 2017

Eyüpspor
- Zweitliga-Meister und Aufstieg in die Süper Lig: 2024